# Говорун
Говору́н — вымышленная птица, литературный персонаж книг Кира Булычёва и мультфильма Романа Качанова «Тайна третьей планеты», внешне напоминающая большого попугая. Родина говорунов — планета Блук. Обладают необыкновенной памятью, что позволяет им воспроизводить любые когда-либо услышанные слова и звуки.

## Описание
Впервые появляется в повести «Путешествие Алисы», где он описан как большая белая птица, похожая на попугая, с двумя клювами и золотой короной из перьев (то есть венчиком). В «Сто лет тому вперёд» упоминается, что у него «два клюва вместо ушей, а одно ухо — вместо клюва». В поздних повестях «Золотой медвежонок» и «Сыщик Алиса» говорится о двух головах. В мультфильме «Тайна Третьей планеты» он изображён иначе: с одним клювом и жёлтой головой.
Птица-говорун отличается умом и сообразительностью
(Коронная фраза персонажа из фильма «Тайна третьей планеты»)
Эти птицы способны летать в космическом пространстве с приличной (сверхсветовой) скоростью.

## Особенности поведения и питание
Говорун — довольно ленивая птица. Когда не говорит и не летает, любит дремать. Если много разговаривает, может охрипнуть. Когда говорун много говорит, особенно на языке космических пиратов, он хрипнет и скрипит, как несмазанная телега. Чтобы вернуть говоруну голос, его нужно напоить горячим молоком, лучше с содой.
Данные о речевых способностях говоруна несколько противоречивы: отмечается, что говорун способен только повторять фразы, услышанные от кого-либо (также имитируя голос и интонации) — но в нескольких эпизодах говорун произносит вполне осмысленные предложения, которые едва ли могут быть повторением чьих-то чужих слов.
Кормить говорунов можно обычным белым хлебом с молоком. Для полезности им дают шиповниковый сироп. Также они любят сахар.
Впрочем, во время межзвёздных перелётов говоруны могут долго обходиться без пищи; в случае же сильного голода говорун может откормиться даже машинным маслом (у роботов с планеты Шелезяка не было для говоруна другой еды).

## Птица Говорун в кино и массовой культуре
- Впервые известный на сегодняшний день образ Говоруна появился в фильме Романа Качанова «Тайна третьей планеты» (1981).
- Птица Говорун присутствует в одном из квестов игры King’s Bounty. Легенда о рыцаре.

## Выражения говоруна
Фразы из фильма «Тайна третьей планеты» (в книге их не было):
- «Птица Говорун стоит целого зоопарка»;
- «Птица Говорун отличается умом и сообразительностью, умом и сообразительностью»;
- «Ищи на третьей планете. Ищи на третьей планете»;
- «Будет, трудно, Ким, — пришлёшь говоруна. Я приду на помощь»

стали крылатыми выражениями.

## Памятники Говоруну
Внутри вселенной рассказов об Алисе Селезнёвой говорун увековечен на плече изваяния Первого капитана в скульптурной группе огромного монумента, поставленного в честь Трёх капитанов (землянина, марсианина и фиксианца) на Планете Трёх Капитанов.
В реальном мире изображён на табличке памятного камня Аллеи имени Алисы Селезнёвой (Москва). В Вологде на ул. Сергея Орлова, напротив ресторана «Белладжио» ко дню города в 2014 году скульптуру Птица-говоруна подарил вологодский кузнец Артем Маршак.

## Факты
- В США Говоруна озвучивал Джеймс Белуши.[5]
- Имя «птица-говорун» стало нарицательным.[6][7][8]